# Hrvatska kovnica novca
Hrvatska kovnica novca is het nationale munthuis van Kroatië in Sveta Nedelja. De Munt werd opgericht in 1993 om de munten van de Kroatische kuna te slaan. Tot 2021 heette de munt Hrvatski novčarski zavod (Kroatisch monetair Instituut). De Munt slaat de Kroatische euromunten.